# پرچم جمهوری آذربایجان
پرچم جمهوری آذربایجان، شامل سه نوار افقی با عرض مساوی و متشکل از رنگ‌های آبی (بالا)، قرمز (میانی) و سبز (زیرین) است. علامت سفید رنگ هلال ماه و ستاره هشت پر در قسمت میانی قرار دارد. رنگ آبی نشانگر ترک بودن مردم آذربایجان، رنگ سرخ پرچم به نشانهٔ دموکراسی است

## تاریخچه

پرچم جمهوری سوسیالیستی آذربایجان (دوره اتحاد جماهیر شوروی)

پرچم جمهوری دموکراتیک آذربایجان (سال ۱۹۱۸–۱۹۲۰)

- ۹ نوامبر ۱۹۱۸: دولت جمهوری دموکراتیک آذربایجان طرح پرچم سه‌رنگ را به تصویب رسانید. این پرچم بعد از اشغال جمهوری آذربایجان توسط نیروهای شوروی و انضمام آن به این کشور لغو گردید.
- ۱۷ نوامبر ۱۹۹۰: پرچم سه‌رنگ توسط مجلس عالی جمهوری خودمختار نخجوان به‌عنوان پرچم ملی پذیرفته شد. در همین جلسه قبول این پرچم به‌عنوان پرچم ملی آذربایجان به شورای عالی آذربایجان شوروی پیشنهاد شد.
- ۵ فوریه ۱۹۹۱: شورای عالی جمهوری شوروی آذربایجان پیشنهاد قبول پرچم سه‌رنگ را تصویب نمود.
- از نوامبر سال ۲۰۰۹: با توجه به این که اولین بار پرچم ملی آذربایجان رسماً در ۹ ماه نوامبر ۱۹۱۸ پذیرفته شده است، این روز به‌عنوان روز پرچم ملی آذربایجان اعلام شده است.[۲]